# Konstruktionsprofil

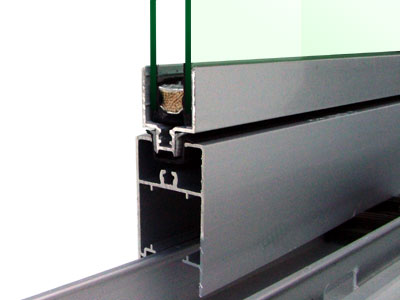
Alufensterrahmen

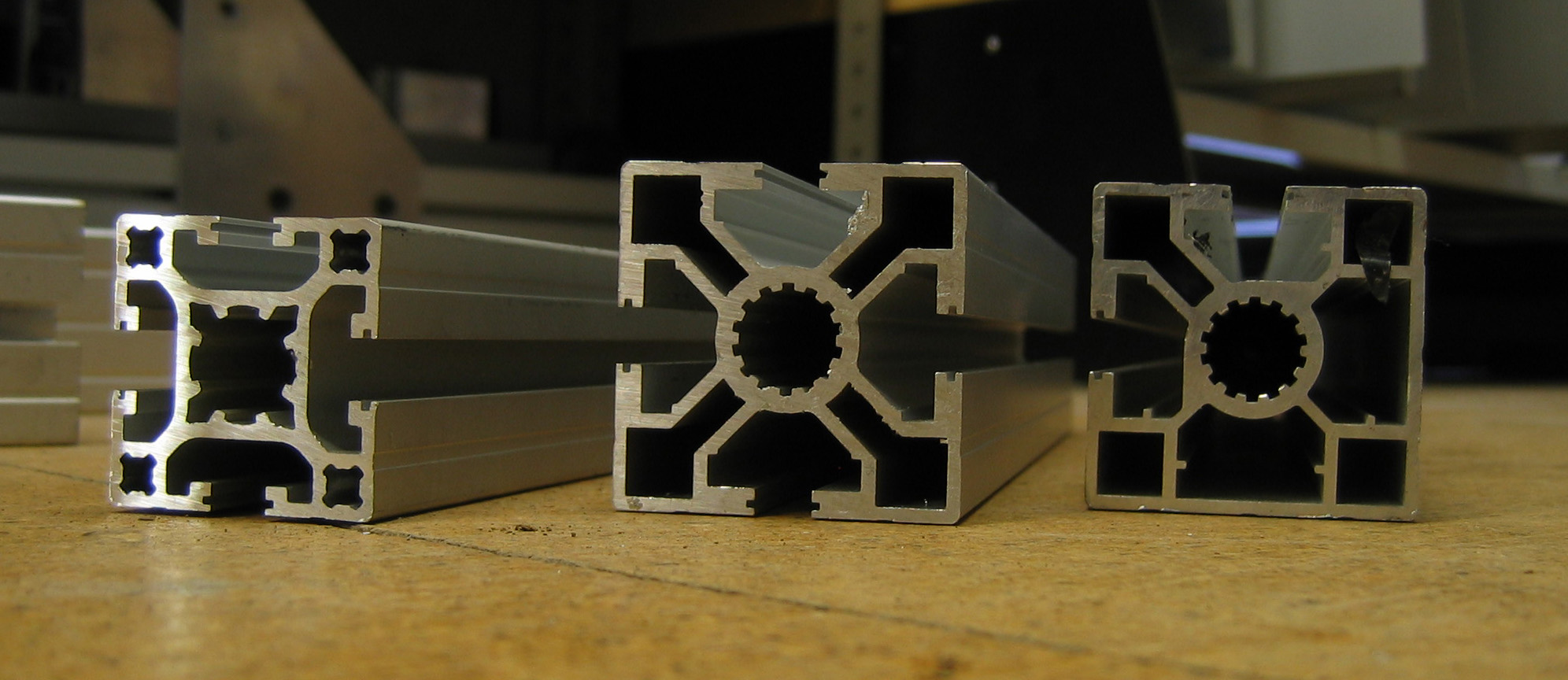
Drei Konstruktionsprofile

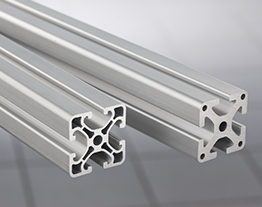
Aluminiumprofile

Konstruktionsprofile (auch Hohlkammerprofile, Montageprofile oder Nutenprofile) sind im Strangpressverfahren meist aus Aluminium, seltener aus anderen Metallen hergestellte längliche Halbzeuge.
Es gibt verschiedene Konstruktionsprofilgrößen und Profilgeometrien sowie Verbindungselemente und Funktionszubehör und finden Einsatz vor allem im Maschinenbau und in der Automatisierungstechnik für Gestellunterbauten, Verkleidungen, Schutzeinrichtungen und Funktionsapplikationen.
Konstruktionsprofile aus Aluminium stehen einerseits in Konkurrenz zu Profilstählen, andererseits kann je nach Aufgabenstellung ein Mix aus beiden Werkstoffen die beste Lösung darstellen, z. B. Gestellkonstruktion aus Aluminiumprofil mit Versteifungselementen aus Stahlblechen.

## Material und Festigkeit
Die Festigkeit des Materials Aluminium ist auf eine Zugfestigkeit von etwa 250 N/mm² begrenzt, da Aluminiumlegierungen in höherer Qualität zu große Risiken bei der Herstellung im Strangpressverfahren bergen. Gefahr: Werkzeugbruch infolge ungünstiger Fließeigenschaften.
Die Dichte von Aluminium ist gegenüber Stahl wesentlich geringer (Aluminium ~ 2,7 g/cm³ | Stahl ~ 7,8 g/cm³)
Gegenüber dem Werkstoff Stahl (210.000 N/mm²) liegt der Elastizitätsmodul von Aluminium (70.000 N/mm²) um Faktor drei niedriger. Aluminium ist somit weniger zug- und drucksteif.
Da die Formbarkeit von Aluminium sehr viel höher ist, wird dieser Nachteil durch optimierte Profilgeometrien ausgeglichen. Bei der Entwicklung und Herstellung der Konstruktionsprofile wird zur Erhöhung des Widerstandsmomentes so viel Material wie möglich an den Rand der Geometrie platziert.
Einbaufertige Aluminium-Konstruktionsprofile sind überwiegend mit einer anodischen Oxidationsschicht (Eloxal) überzogen, wodurch der Korrosionsschutz bereits enthalten ist. Grundierungen und Lackierungen können entfallen.

## Merkmale
Konstruktionsprofile aus Aluminium sind auf Grund des geringeren Gewichtes und der idealen Formbarkeit bei der Herstellung sehr individuell verwendbar. Der überwiegende Anteil der Profile verfügt über Längsnuten, in denen Nutensteine (alte Bezeichnung: Kulissensteine) eingeschoben oder eingeschwenkt werden können. Diese Nutensteine weisen eine Gewindebohrung auf und können innerhalb der Nut verschoben werden. Somit kann der Nutenstein als – in Längsrichtung frei verschiebbare – Gewindebohrung bezeichnet werden, was für die moderne Produktion von Maschinen von hohem Vorteil ist.
In den genannten Längsnuten können neben Nutensteinen weitere Zubehöre eingebracht werden: Flächenmaterial wie Acrylglas, Doppelstegplatten, Polycarbonatscheiben etc. Des Weiteren dienen die Längsnuten zur Aufnahme von Dichtungen, Stellfüßen und Gleitelementen. Die Querschnittsfläche der Konstruktionsprofile zeigt häufig sog. Schraubkanäle, die bereits bei der Herstellung mit gepresst werden. Die Toleranzen dieser Kanäle sind derart fein, dass die jeweilige Schraube mit metrischem Gewinde direkt und ohne Vorarbeit eingeschraubt werden kann. Bei Einhaltung der Einschraubtiefe (2,5 × d (d= Durchmesser der Schraube)) kann die Mindestzugfestigkeit der Schraube voll ausgeschöpft werden.
Beispiel: Die Einschraubtiefe einer metrischen Schraube der Größe M6 beträgt 2,5 × 6 mm = 15 mm.

## Verbindungstechnik
Anders als bei Stahlkonstruktionen, in denen vorzugsweise Schweißverbindungen zum Einsatz kommen, werden die Aluminium-Konstruktionsprofile generell verschraubt oder geklemmt. Jeder Anbieter favorisiert eine oder mehrere Verbindungstechniken. Im Wesentlichen unterscheiden sie sich darin, ob die Profile an den Enden bearbeitet werden müssen oder nicht.
Mit Bearbeitung der Profilenden
Die einfachste Form der Verbindung ist eine Schraubverbindung, bei der eine Durchgangsbohrung in einem Profil eingebracht werden muss. Die Schraube wird dabei in den Schraubkanal des Gegenprofils geschraubt. Daneben gibt es eine Reihe von Spezialverbindern, die allesamt eine mehr oder minder komplexe Bearbeitung der Profilenden erfordern. Insgesamt wird dabei das Konstruktionsprofil durch die Bearbeitung in der Gesamtstruktur geschwächt.
Ohne Bearbeitung der Profilenden
Es werden bearbeitungslose Verbindungstechniken angeboten. Bei den Spannbügel- oder Flanschleistenverbindungen wird das Profilende nicht „verletzt“ – es bleibt in seiner Struktur erhalten. Des Weiteren fallen keine Bearbeitungskosten an und die Profile können für andere Aufgaben wieder verwendet werden.

## Nachteile
Speziell gegenüber den Stahlwerkstoffen neigen strangpressbare Aluminiumlegierungen – wegen ihres geringeren E-Moduls – zu stärkerer elastischer Verformung und müssen deshalb eine Geometrie mit erhöhtem Flächenträgheitsmoment aufweisen. Baustähle wie z. B. S235 haben leicht bessere Festigkeitseigenschaften (ausgeprägte Streckgrenze Re) als die gängigen Aluminiumwerkstoffe wie z. B. AlMgSi0,5. Der E-Modul bei Stahl (ca. 210.000 N/mm²) ist ca. dreimal so groß wie bei Aluminiumwerkstoffen (z. B.: Al Mn 1 F12 mit 70.000 N/mm²), sodass bei gleicher Geometrie die elastischen Verformungen ein Drittel so groß ausfallen.

## Besonderheit
Die Hersteller haben sich bisher auf keinen Standard bei der Nutgeometrie und den Verbindungsmöglichkeiten geeinigt. Allerdings sind die äußeren Abmessungen bei den meisten Anbietern identisch. Als Standarddimension innerhalb der Automatisierungstechnik gilt die sog. 40er Baureihe. Hierzu gehören Profile, die eine äußere Abmessung von 40 mm × 40 mm, 40 mm × 80 mm oder 80 mm × 80 mm aufweisen. Diese Größen sind nahezu bei jedem Anbieter zu finden. Je nach Einsatzfall gibt es innerhalb dieser Baureihe auch Versionen in Leichtbauweise oder aus anderen Werkstoffen wie z. B. Edelstahl für den Einsatz im Lebensmittelbereich oder aus Faserverbundwerkstoffen. Die Profile werden typischerweise nach der Breite der Nut benannt, beispielsweise Profil 5 für Konstruktionsprofile mit 5 mm breiter Nut. 
Neben den verbreiteten Profilgeometrien bekannter Hersteller wie Item oder Bosch Rexroth gibt es eine Vielzahl kleinerer Hersteller, die zu diesen Profilgeometrien kompatible Profile und Verbindungssätze anbieten.